# 青森市森林博物館
青森市森林博物館（あおもりししんりんはくぶつかん）とは、青森県青森市柳川2丁目にある、森林に関する総合博物館。建物は旧林野庁青森営林局（現・青森市役所柳川庁舎）庁舎（ルネッサンス様式の木造洋風建築。明治41年築）。館内は、博物館向きに改装されているが、特別に復元されている営林局長室は、かつて映画「八甲田山」のロケが行われた場所でもある。展示は、一階が木と森について、森林の生態、森林と人間のかかわりなどをテーマにした展示室、二階は、山スキー、青森ヒバについての展示室がある。また、敷地内に森林鉄道保存館がある。

## 特徴のある展示
青森市森林博物館は元は岩手県と宮城県を管区とする青森営林局の旧庁舎であり、この旧庁舎は日本三大美林の1つに数えられる青森ヒバ林を使って1908年（明治41年）に建設された。営林局が新庁舎に移転したのを機に森林博物館となる。館内には森の生態系をパネルで紹介するコーナーをはじめ、木材加工技術、伝統的な林業用具、日本最初の森林鉄道を紹介・展示するコーナーが数多く存在する。

### 森林鉄道の車両
同館前庭には、森林鉄道の車両を納めた建物がある。車両は3両で、先頭は大畑森林鉄道で使われたディーゼル機関車、次位が運材貨車、最後尾は客車である。なお、同館後方を流れる沖館川の対岸には、津軽森林鉄道の起点、青森貯木場があった。

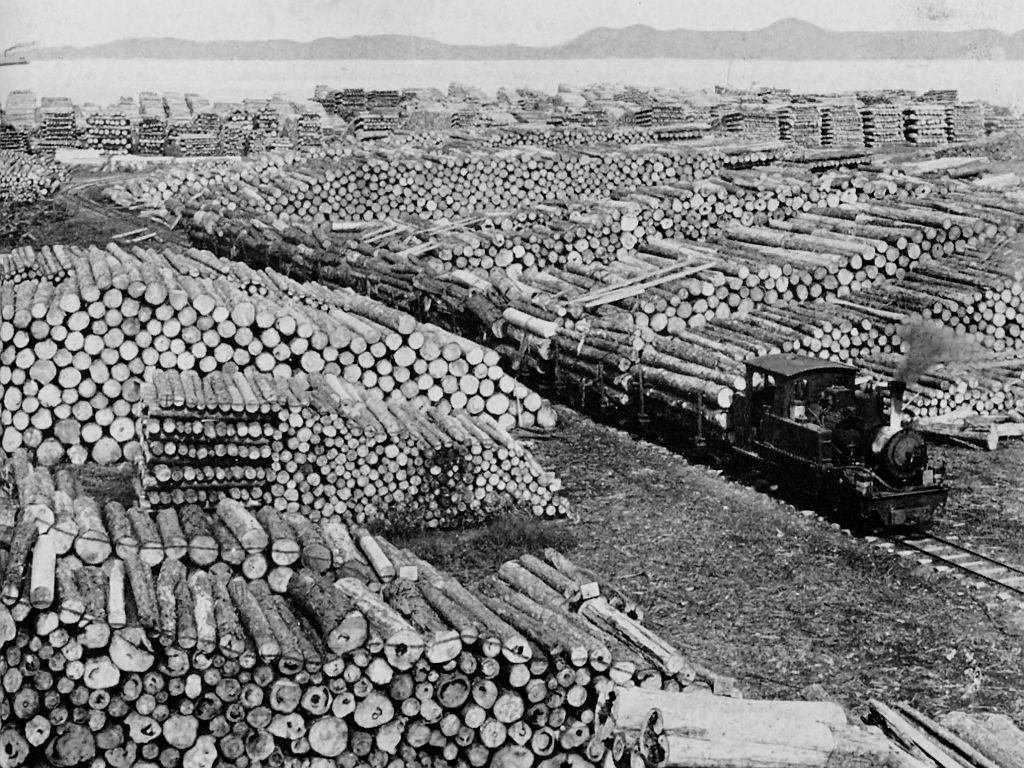
往時の青森貯木場

## 利用案内
- 開館時間：11月～3月 9:00～16:30、4月～10月 9:00～17:00
- 休館日：毎週月曜日（国民の休日にあたるときはその翌日）、年末年始（12月28日～1月4日）
- 入館料：一般250円、高・大学生：130円、小・中学生：無料
  - 団体割引（全体で20名様以上）：一般130円、高・大学生70円
  - 70歳以上：無料

## 交通アクセス
- JR東日本/青い森鉄道青森駅下車、西口より徒歩10分